# General Synod
General Synod, Evangelical Lutheran General Synod of the United States of North America, var ett lutherskt kyrkosamfund i USA, som grundades 1820 då delstatliga synoder bestämde sig för att bilda en nationell sammanslutning. Tidigt fanns en viss misstro från konservativa lutherska grupperingar, som menade att General Synod var för liberalt och ekumeniskt inriktat.
1867 bröt sig några synoder ut ur General Synod och bildade General Council, som företrädde en mer konservativ tolkning av lutherdomen. Framför allt menade man att General Council var för ekumeniskt inriktat gentemot de reformerta kyrkorna.
1918 återförenades General Council och General Synod i United Lutheran Church in America.